# HMS Mohawk (F31)
HMS «Могаук» (F31) (англ. HMS Mohawk (F31) — військовий корабель, ескадрений міноносець типу «Трайбл» Королівського військово-морського флоту Великої Британії за часів Другої світової війни.
HMS «Могаук» був закладений 16 липня 1936 на верфі компанії John I. Thornycroft & Company, Саутгемптон. 7 вересня 1938 увійшов до складу Королівських ВМС Великої Британії.